# النبض التناقضي

## تعريف
يجب عدم الخلط بدايةً بين النبض التناقضي والنبض المتناوب.
مصطلح النبض التناقضي أو ما يسمى بال النبض العجائبي يعبر عن هبوط كبير ب الضغط الانقباضي أثناء الشهيق أكثر من 10 مم.ز.
في حين أنه في الحالة الطبيعية يحدث هبوط لل ضغط انقباضي أثناء الشهيق بمقدار لا يتجاوز 10 مم.ز ويرتفع الضغط الانقباضي أثناء الزفير.
وتجب الإشارة هنا إلى أن النبض العجائبي ليس له علاقة بمعدل ضربات القلب أو بمعدل النبض.
يشير وجود النبض العجائبي عادةً إلى عائق يمنع توسع أجواف القلب مثل: السطام التاموري أو التهاب التامور العاصر أو الأمراض الرئوية الانسدادية (كال ربو أو الداء الرئوي الساد المزمن (داء الانسداد الرئوي المزمن))

## آلية حدوث النبض العجائبي
في الحالة الطبيعية أثناء الشهيق يزداد العود الوريدي إلى الأذينة اليمنى وبالتالي يتوسع البطين الأيمن ليستوعب كمية أكبر من الدم القادم فيضغط على البطين المجاور(الأيسر) ويقلل من استيعابه للدم بالإضافة إلى قلة كمية الدم الواردة إلى الأذينة اليسرى أثناء الشهيق نتيجة توسع الأوعية الرئوية مما يؤدي لهبوط في الضغط الانقباضي بمقدار لا يتجاوز 10 مم.ز
في حال وجود عائق آخر يمنع توسع البطينات كال سطام التاموري أو التهاب التامور العاصر فلن يستطيع البطين الأيمن التوسع على حساب التامور فيتوسع باتجاه البطين الآخر بشكل كبير مما يؤدي لهبوط في الضغط الانقباضي الجهازي بشكل كبير يتجاوز 10 مم.ز

## قياس النبض العجائبي
يمكن تحديد النبض العجائبي من خلال قياس الضغط الانقباضي أثناء الزفير ثم قياس الضغط الانقباضي أثناء الشهيق وحساب الفرق بينهما.